# حافظ قائد السبسي
محمد حافظ قائد السبسي سياسي ورجل أعمال تونسي وهو نجل السياسي والرئيس التونسي الراحل الباجي قائد السبسي ولد في 1 أوت 1961 بتونس العاصمة.

## الحياة المهنية والدراسية
حصل على شهادة الدراسات العليا في العلاقات الدولية والدبلوماسية من باريس. كما يرأس شركة صناعية.

## الحياة السياسية
برز حافظ قائد السبسي خاصة بانضمامه لحزب حركة نداء تونس إلى جانب والده مؤسس الحزب . وتولى عضوية المكتب التنفيذي إضافةً إلى ترأسه للإدارة المركزية للهياكل والتعبئة . كما عينه المكتب السياسي للحزب نائبا للرئيس.
عام 2018، انصهر حزب نداء تونس مع حزب الاتحاد الوطني الحر كمحاولة لإنقاذ الحزب وإعادته للحياة حيث تولى سليم الرياحي، رئيس «الوطني الحر»، منصب الأمين العام للحزب، وحافظ قايد السبسي رئيساً للهيئة السياسية.
شهد الحزب في عهد حافظ السبسي عدة انشقاقات داخل الكتلة البرلمانية مما تسبب في تفتتها. وانتهى به المطاف إلى قرار المؤتمر الاستثنائي لحزب نداء تونس، في 26 يوليو 2020، بالطرد النهائي لحافظ نجل الرئيس السابق الراحل الباجي قايد السبسي من الحزب.

## الحياة الشخصية
متزوج من ريم الرقيق ولديهما ولدان هما الباجي قائد السبسي وفريال قائد السبسي.